# Procydrela limacola
Procydrela limacola is een spinnensoort in de taxonomische indeling van de mierenjagers (Zodariidae).
Het dier behoort tot het geslacht Procydrela. De wetenschappelijke naam van de soort werd voor het eerst geldig gepubliceerd in 1999 door Rudy Jocqué.